# Comuna Velîkîi Kunîneț, Zbaraj
Velîkîi Kunîneț (în ucraineană Великий Кунинець) este o comună în raionul Zbaraj, regiunea Ternopil, Ucraina, formată din satele Malîi Kunîneț și Velîkîi Kunîneț (reședința).

## Demografie
Componența lingvistică a comunei Velîkîi Kunîneț
     Ucraineană (97,97%)
     Rusă (1,8%)
     Alte limbi (0,24%)
Conform recensământului din 2001, majoritatea populației comunei Velîkîi Kunîneț era vorbitoare de ucraineană (97,97%), existând în minoritate și vorbitori de rusă (1,8%).